# Hòa ước Lunéville
Hiệp ước Lunéville (hay Hòa ước Lunéville) được ký kết tại Nhà Hiệp ước Lunéville vào ngày 9 tháng 2 năm 1801. Các bên ký kết là Đệ Nhất Cộng hòa Pháp và Hoàng đế Francis II, ông đã ký kết với tư cách là người cai trị các lãnh địa cha truyền con nối của Quân chủ Habsburg và Hoàng đế của Đế chế La Mã Thần thánh. Những người ký tên vào hiệp ước là Joseph Bonaparte và Bá tước Ludwig von Cobenzl, Ngoại trưởng Áo. Hiệp ước chính thức chấm dứt sự tham gia của Áo và Thánh chế La Mã trong Chiến tranh Liên minh thứ hai và Chiến tranh Cách mạng Pháp.
Quân đội Áo đã bị Napoléon Bonaparte đánh bại trong trận Marengo vào ngày 14 tháng 6 năm 1800 và sau đó là Jean Victor Marie Moreau trong trận Hohenlinden vào ngày 3 tháng 12. Bị buộc phải tìm giải pháp hòa bình, người Áo đã ký Hiệp ước Lunéville, trong đó xác nhận phần lớn Hiệp ước Campo Formio (17 tháng 10 năm 1797), chính hiệp ước này đã xác nhận Hòa ước Leoben (tháng 4 năm 1797). Vương quốc Liên hiệp Anh và Ireland là quốc gia duy nhất vẫn còn chiến tranh với Pháp thêm một năm nữa.
Người Áo tiếp tục chiến tranh chống lại Pháp vào năm 1805.

## Đàm phán

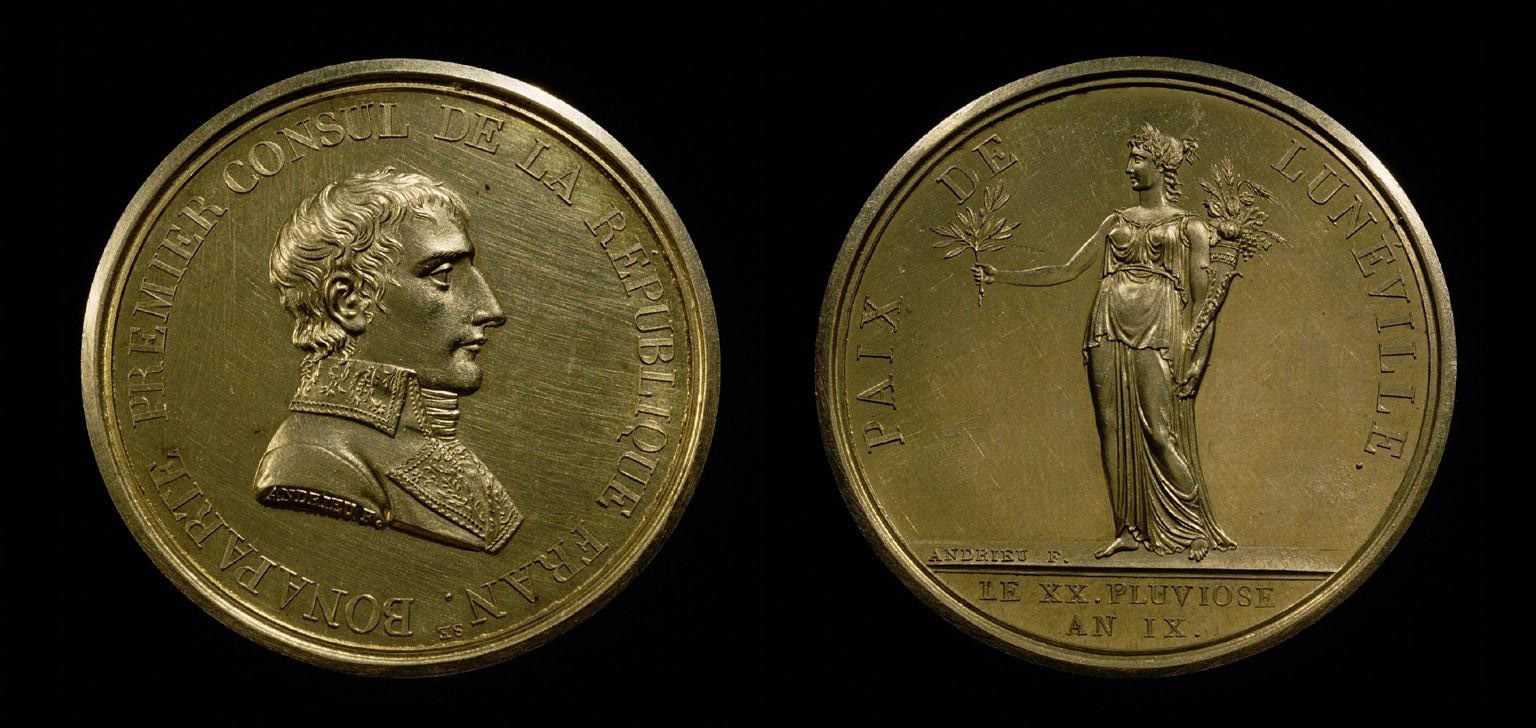
Medallion tôn vinh Napoléon và Hiệp ước Lunéville

Vào ngày 25 tháng 12 năm 1799, Đệ nhất Tổng tài Napoleon Bonaparte viết thư cho Hoàng đế Francis II để đề nghị hòa bình. Phản ứng của Quân chủ Habsburg và Thánh chế La Mã đã bị trì hoãn. Vào ngày 20 tháng 1 năm 1800, Áo và Anh ký một hiệp ước liên minh chống lại Pháp. Vào ngày 25 tháng 1, Áo phản ứng tiêu cực với lời đề nghị của Napoleon. Tuy nhiên, khi Pháp gia hạn lời đề nghị sau Trận Marengo, phản ứng của Áo là tích cực. Sau đó là một loạt 3 cuộc đàm phán.
Hai cuộc đình chiến trước khi bắt đầu đàm phán: Công ước Alessandria (15 tháng 6 năm 1800) ở Ý và Đình chiến Parsdorf (15 tháng 7) ở Đức.